# OPA
- ダイエー > ダイエーグループの商業ブランド > OPA
- イオングループ
  - イオングループの商業ブランド > OPA
  - イオンモール > OPA

OPA（オーパ）は、株式会社OPAおよびイオンモール株式会社が運営するイオングループのファッションビルである。

## 概要
ファッションビルの業態としてのOPAは、ダイエーの子会社であった株式会社ダイエー・アゴラにて、新神戸オリエンタルシティ（山陽新幹線新神戸駅前）の商業施設として1988年9月に開店したオリエンタルパークアベニューをルーツにもつ。企業としてのOPAは、同名のファッションビル（キャナルシティ・オーパのみ株式会社キャナルシティ・オーパが運営）およびビブレ、フォーラスといった別ブランドのファッションビルを運営している。
チェーン店群としての現在のOPAが誕生したのちに、オリエンタルパークアベニューも新神戸OPAに転換されたが、2002年に閉店し新神戸オリエンタルアベニュー（その後2019年にコトノハコ神戸にリニューアル）となり、OPAとは無関係の施設となった。
創設以来ダイエーの傘下であったが、ダイエーがイオンの完全子会社になった後の2016年3月1日にイオンモールの完全子会社となり、イオンリテールが運営していたファッションビル業態であるビブレ（都市型店舗）とフォーラスの運営を引き継いだ。ビブレは旧マイカル、フォーラスはイオンが展開してきたファッションビルの業態である。その後、新型コロナウイルス流行の影響により事業再編を行うことになり、2021年（令和3年）3月1日にターミナル立地の店舗を中心に運営する会社として（新）株式会社OPAが設立され、それ以外の店舗の運営は同日付で（旧）株式会社OPAを吸収合併したイオンモールが担当する。OPAの公式ホームページではイオンモールに移管された店舗も引き続き一括して記載されている。

## 歴史
1995年（平成7年）
同じダイエーの子会社であった株式会社十字屋と合併し同社の運営となる。
1999年（平成11年）
9月の聖蹟桜ヶ丘オーパ開店まで13店舗をオープンした。
2006年（平成18年）
3月1日に、十字屋よりOPA等の事業を(旧) 株式会社OPAへ分社化し、営業を継承（この時点で十字屋はダイエーの完全子会社であったことから、ダイエーが株式を100%間接保有している状態であったが、翌年1月16日にダイエーが十字屋を吸収合併したことにより、OPAはダイエーの直接の完全子会社となった）。
同年末に“ダイエーがOPA株を東急不動産へ売却する”旨の報道がなされ、実際にその動きがあったとされるが、結局この動きは具体化することはなかった。これについては、同時期にダイエーがイオンに資本・業務提携の独占交渉権を与えたことなどが関係しているとの見方がある。
2007年（平成19年）
3月に大宮オーパを開業し、約8年ぶりに新規出店を再開した。
2009年（平成21年）
同年以降、さくら野百貨店仙台店のリニューアルをプロデュース・支援している。
2015年（平成27年）
1月1日に、親会社のダイエーがイオンの完全子会社となったことに伴い、OPAもイオングループのストアブランドとなる。
同年11月17日にイオンがグループ内の都市型ファッションビル・ディベロッパー事業の再編を行うことを発表。
2016年（平成28年）
3月1日付でイオンリテール内にあるビブレ・フォーラス事業部をOPAへ統合。株式交換により、ダイエーからイオングループのイオンモールの完全子会社となった。また会社もダイエー本社が入居する東京都江東区東陽の東陽駅前ビルから千葉県に移動した。
これにより、ダイエー系列の「OPA」（9店）・イオン系列の「フォーラス」（4店）・旧マイカル系列の「ビブレ」（8店）の3ブランドの運営会社が1社（一部店舗を除く）に統合・集約された。統合当初よりフォーラス店舗については順次オーパに転換する方針としていたが、2019年以降はビブレをOPAに転換するケースも見られるようになった。
2017年（平成29年）
2月24日 - この日開業の「三宮オーパ2」より新ロゴを導入。

### 会社沿革
- 2006年（平成18年）
  - 3月1日 - 株式会社十字屋からOPA事業を会社分割して、(旧) 株式会社OPAを設立。
  - 6月 - 本社所在地を、東京都台東区柳橋二丁目20番11号から東京都江東区東陽二丁目2番20号に移転。
- 2016年（平成28年）
  - 3月1日 - イオンリテール株式会社のビブレ・フォーラス事業部を統合し、株式交換によりイオンモール株式会社の完全子会社となる[4][5]。
  - 3月11日 - 本社所在地を、千葉県千葉市美浜区中瀬二丁目6番地1号に移転。
- 2021年（令和3年）
  - 3月1日 - (旧) OPAの一部事業を継承する(新) 株式会社OPAを設立し、(旧) OPAはイオンモールに吸収合併[3]。
- 2025年（令和7年）
  - 3月1日 - 前述の2021年3月1日に実施されたイオンモールへの吸収合併と移管店舗のうち、横浜ワールドポーターズ（ワールドポーターズビブレ）の管理・運営及び開発を担っていた横浜インポートマートが同日にイオンモール株式会社へ吸収合併、同施設の管理・運営及び開発が同社へ承継された[10]。

## 店舗
無印はイオンモールが、★は(新) OPAがそれぞれ2021年3月1日に運営を継承した。

### OPA
☆印は2代目店舗ロゴを採用する店舗
- 秋田オーパ☆（秋田県秋田市）
  - 2017年2月26日に閉店した秋田フォーラスを改装して開業[7]。
- 高崎オーパ☆★（群馬県高崎市[11][12]、2017年10月13日開業）
- 水戸オーパ☆（茨城県水戸市[11]）
  - 2026年7月31日をもって一部店舗を除き営業終了し、新しい運営管理会社に引き継ぐ予定[13]。
- 聖蹟桜ヶ丘オーパ（東京都多摩市）
  - 西友聖蹟桜ヶ丘店の跡地に建設され、1999年9月23日[14]に開館した再開発ビル「ヴィータ聖蹟桜ヶ丘」[15]の核店舗。施設名はイタリア語で「人生・生活」を意味する「vita」と「Vision and Intelligence of TAMA／知性豊かな多摩市の未来像」の略語を掛けている[14]。7階・8階には多摩市関戸公民館（ヴィータ・コミューネ）が入居する[14]。
  - 2025年8月31日をもって一部店舗を除き営業終了し、新しい運営管理会社に引き継ぐ予定[16]。
- 八王子オーパ☆（東京都八王子市）
  - 八王子駅南口再開発事業により[17]、2018年11月29日に開業[18]。
- 新百合丘オーパ☆★（神奈川県川崎市麻生区）
- 湘南藤沢オーパ☆（神奈川県藤沢市）
  - 開業当初より藤沢オーパとして営業してきたが、2019年4月27日のリニューアルオープンを機に店名変更され、2016年の統合以前から存在したOPA店舗では初めて2代目ロゴを導入した[19]。
- 名古屋mozoオーパ☆（愛知県名古屋市西区）
  - mozoワンダーシティ4Fに出店。2019年4月15日に閉店した「名古屋ワンダーシティビブレ」の後継店舗。
- 河原町オーパ（京都府京都市中京区）
  - 1998年11月14日開業[20]。
- 心斎橋オーパ（大阪府大阪市中央区）
  - 1998年8月6日開業
  - 心斎橋オーパきれい館（大阪府大阪市中央区）
  - 2026年1月12日に建物の所有者との賃貸借契約が終了するのに伴い、本館、きれい館ともに営業を終了する[21][22]。
- 三宮オーパ☆★（兵庫県神戸市中央区）
  - 三宮ビブレからリブランド（店舗改称）した2代目店舗である。初代店舗については後述。
- 三宮オーパ2☆★（兵庫県神戸市中央区[9][23]）
  - 2代目店舗ロゴを採用した最初の店舗。
- キャナルシティオーパ★（福岡県福岡市博多区、関係会社店舗）
- 大分オーパ☆（大分県大分市）
  - 2017年2月26日に閉店した大分フォーラスを建て替えて開業[8]。
- 那覇オーパ☆（沖縄県那覇市）
  - 2代目店舗に当たる。かつて営業していた初代店舗については後述。
- 上海OPA淮海店（中国上海）

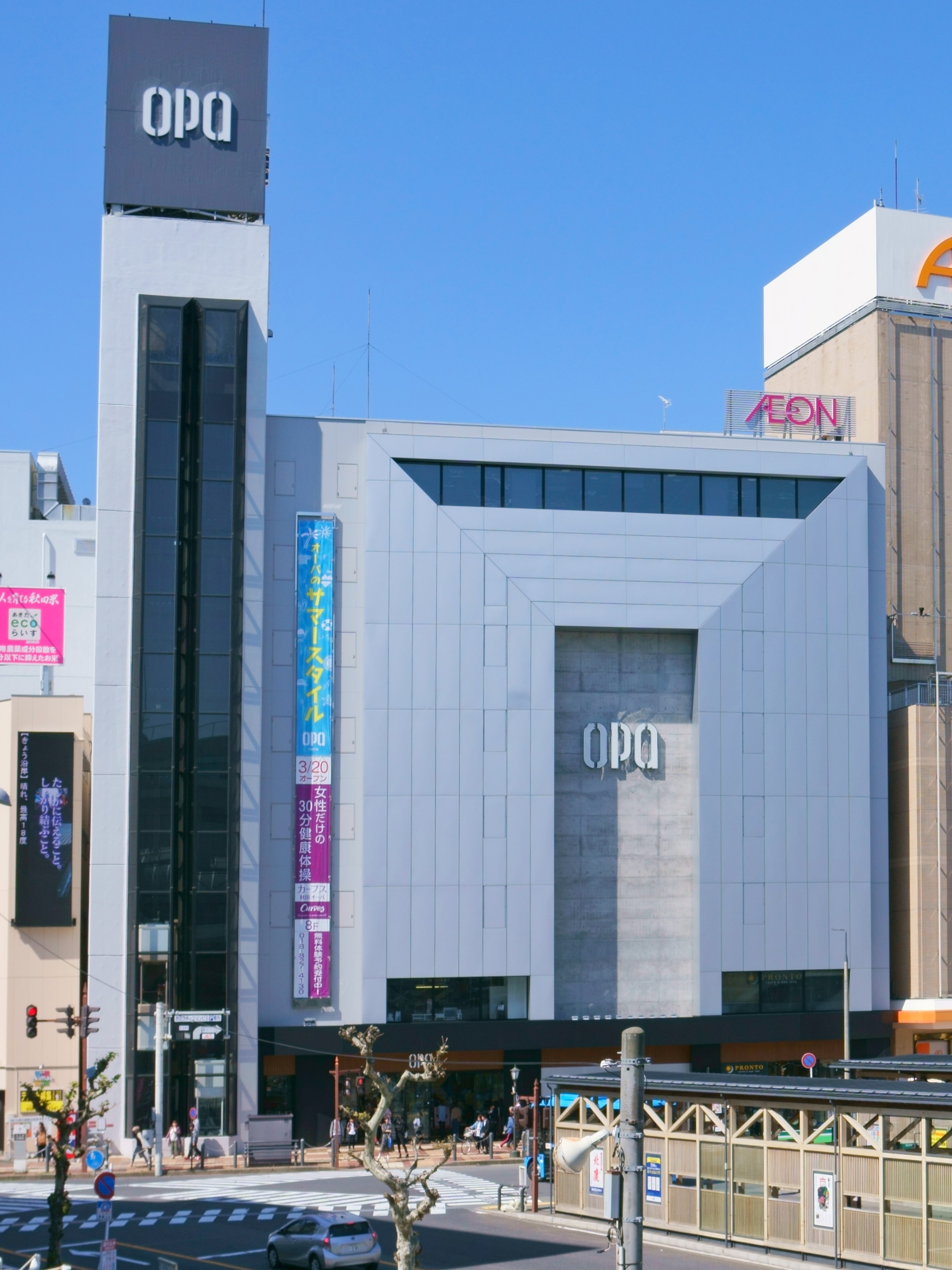
秋田オーパ
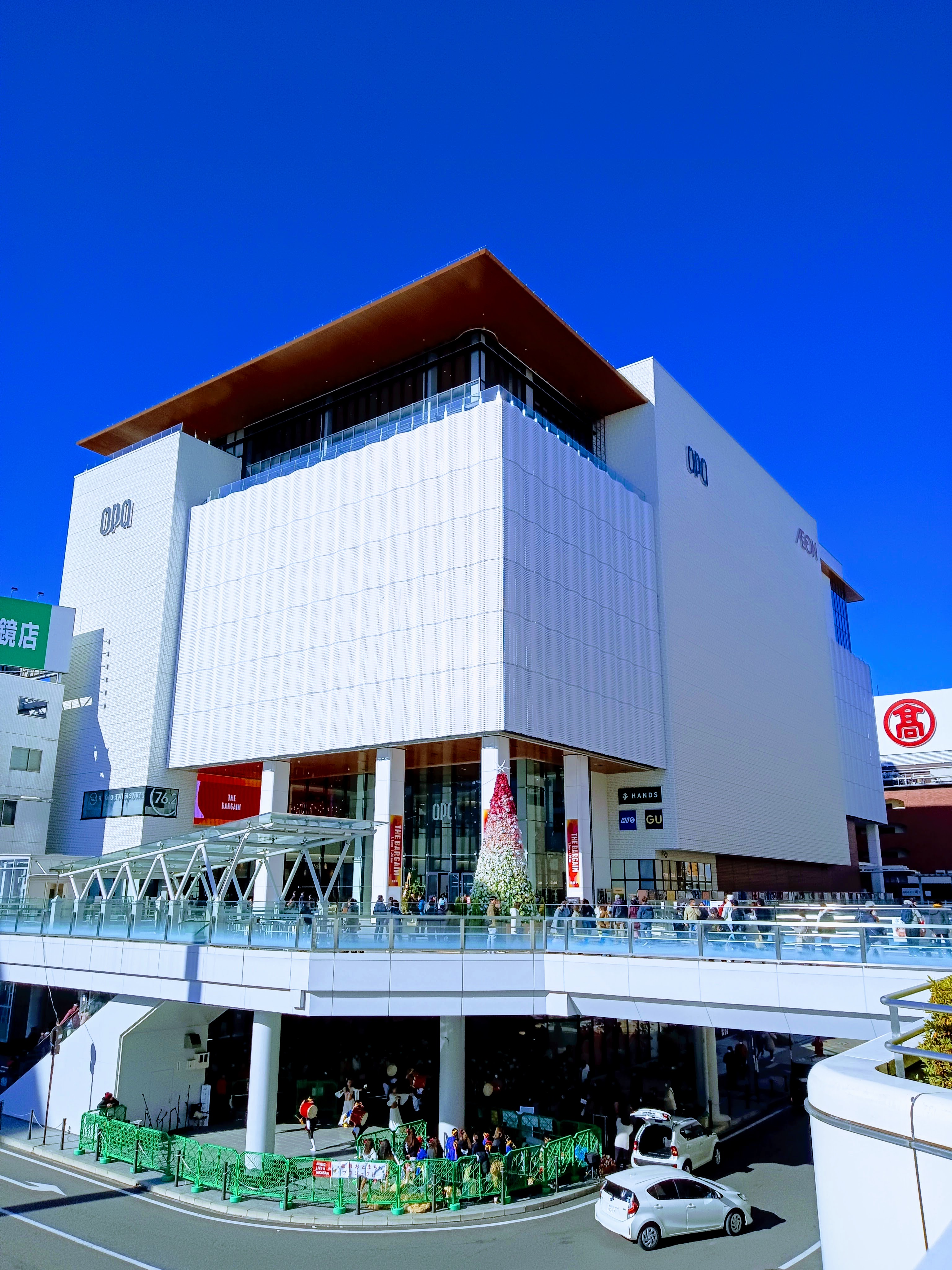
高崎オーパ
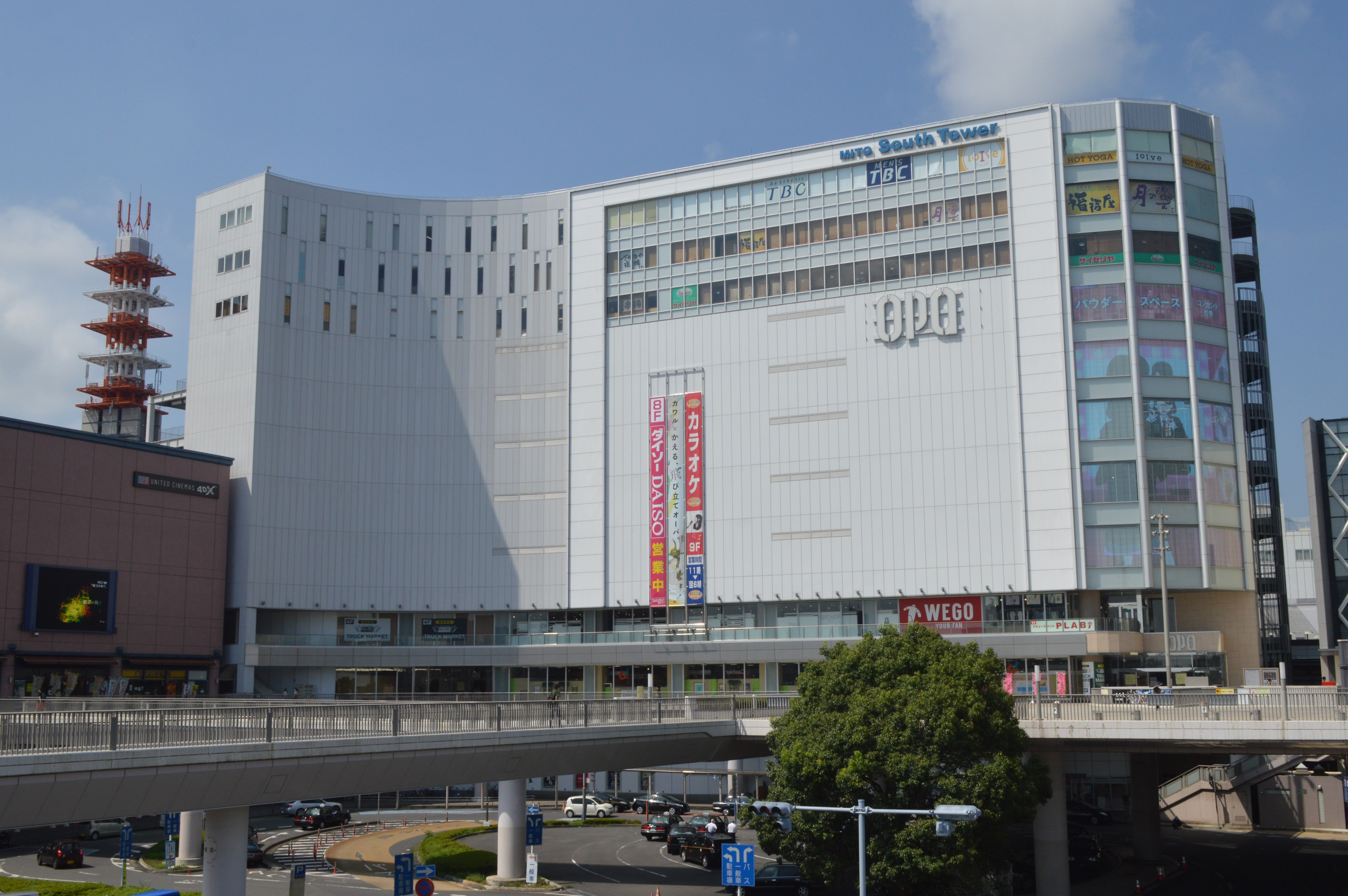
水戸オーパ
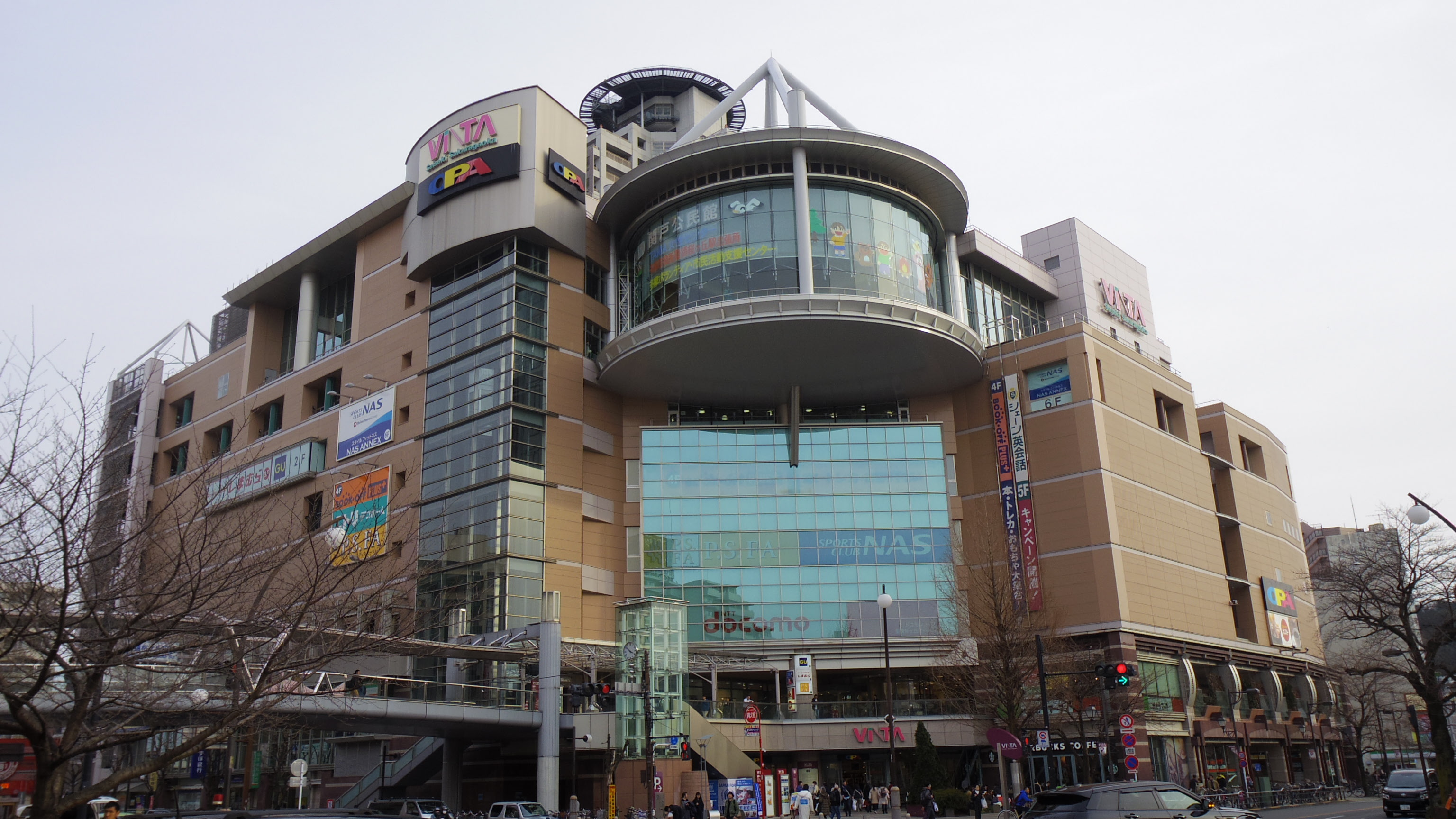
聖蹟桜ヶ丘オーパ
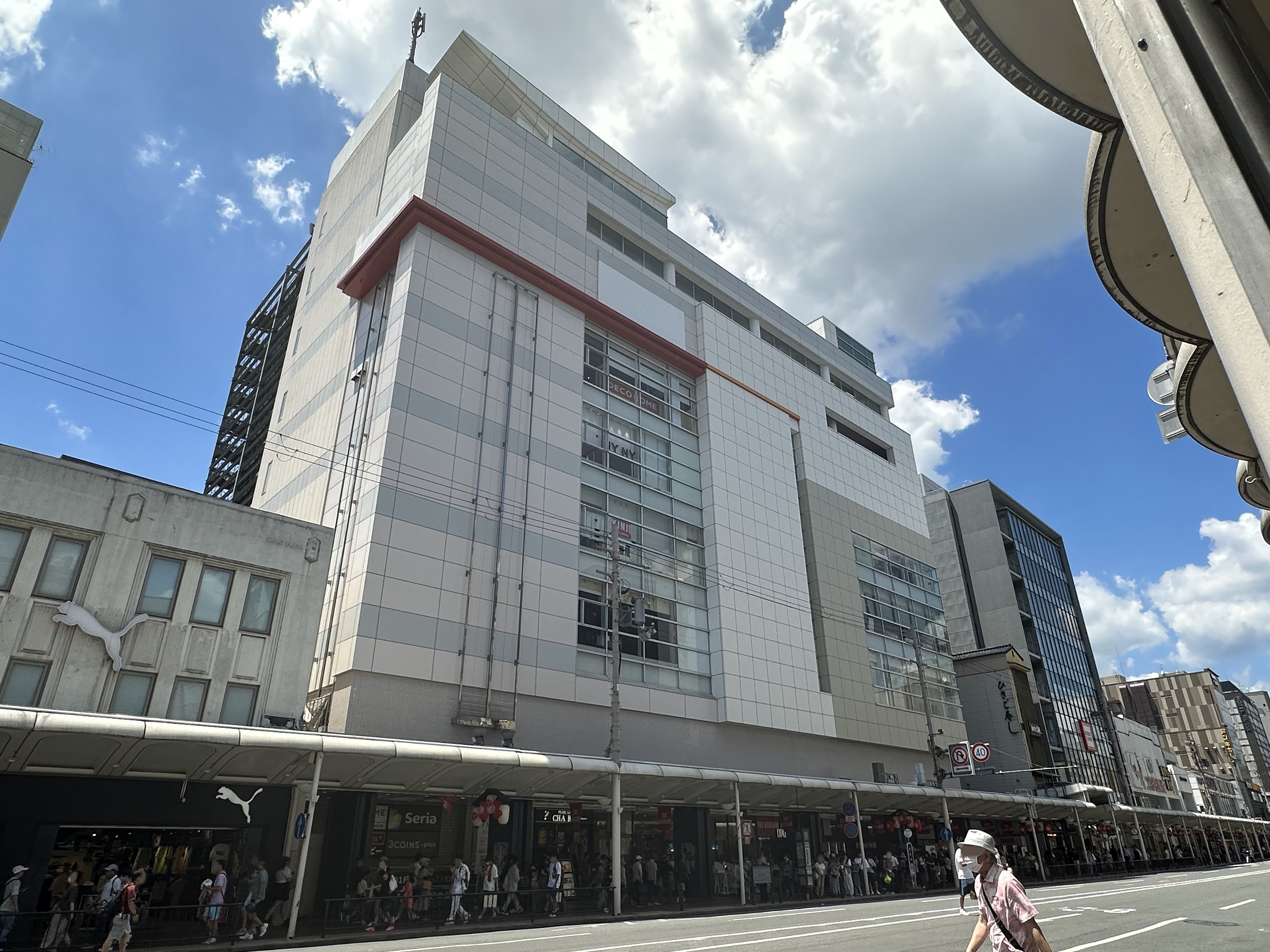
河原町オーパ
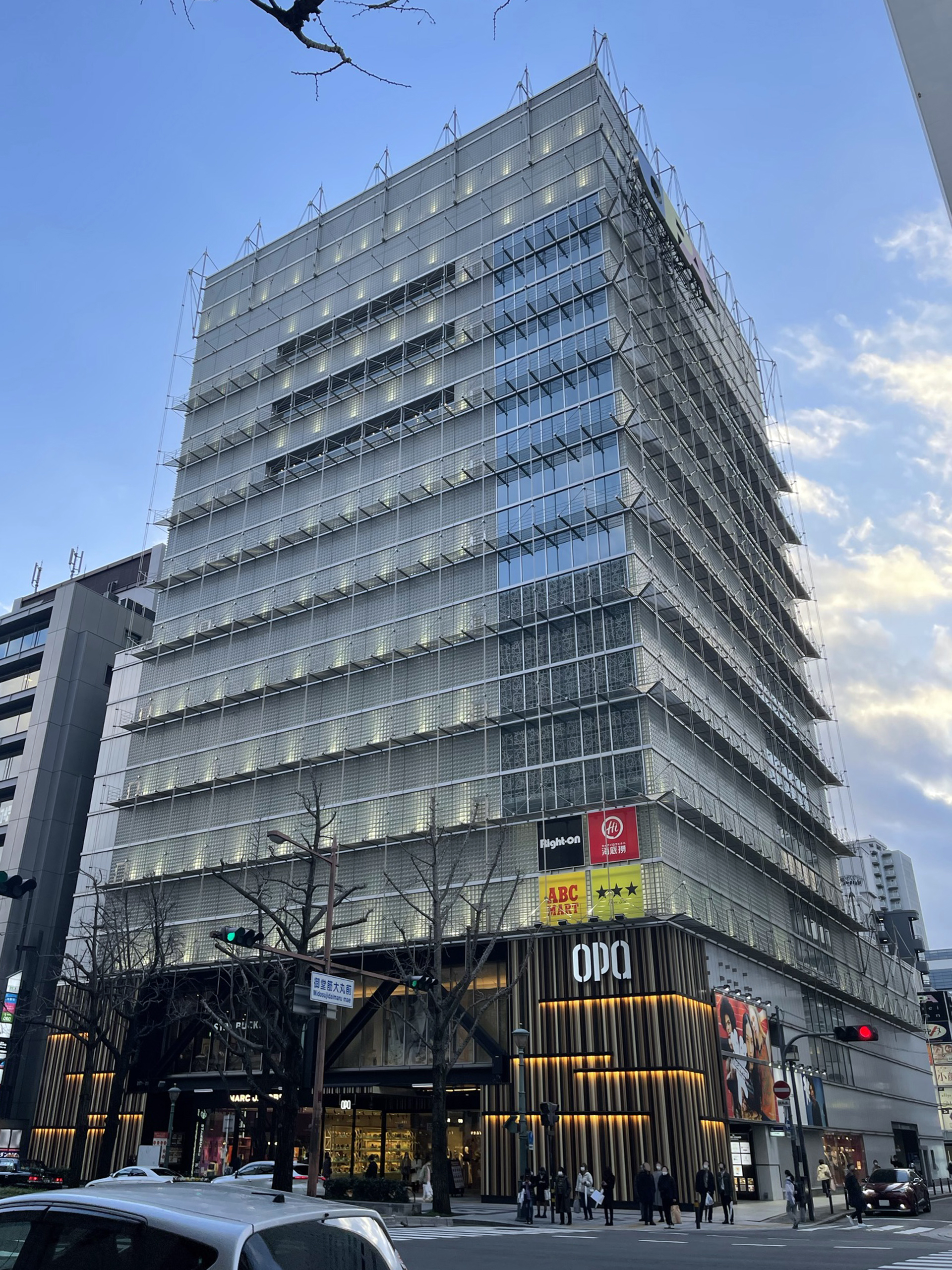
心斎橋オーパ
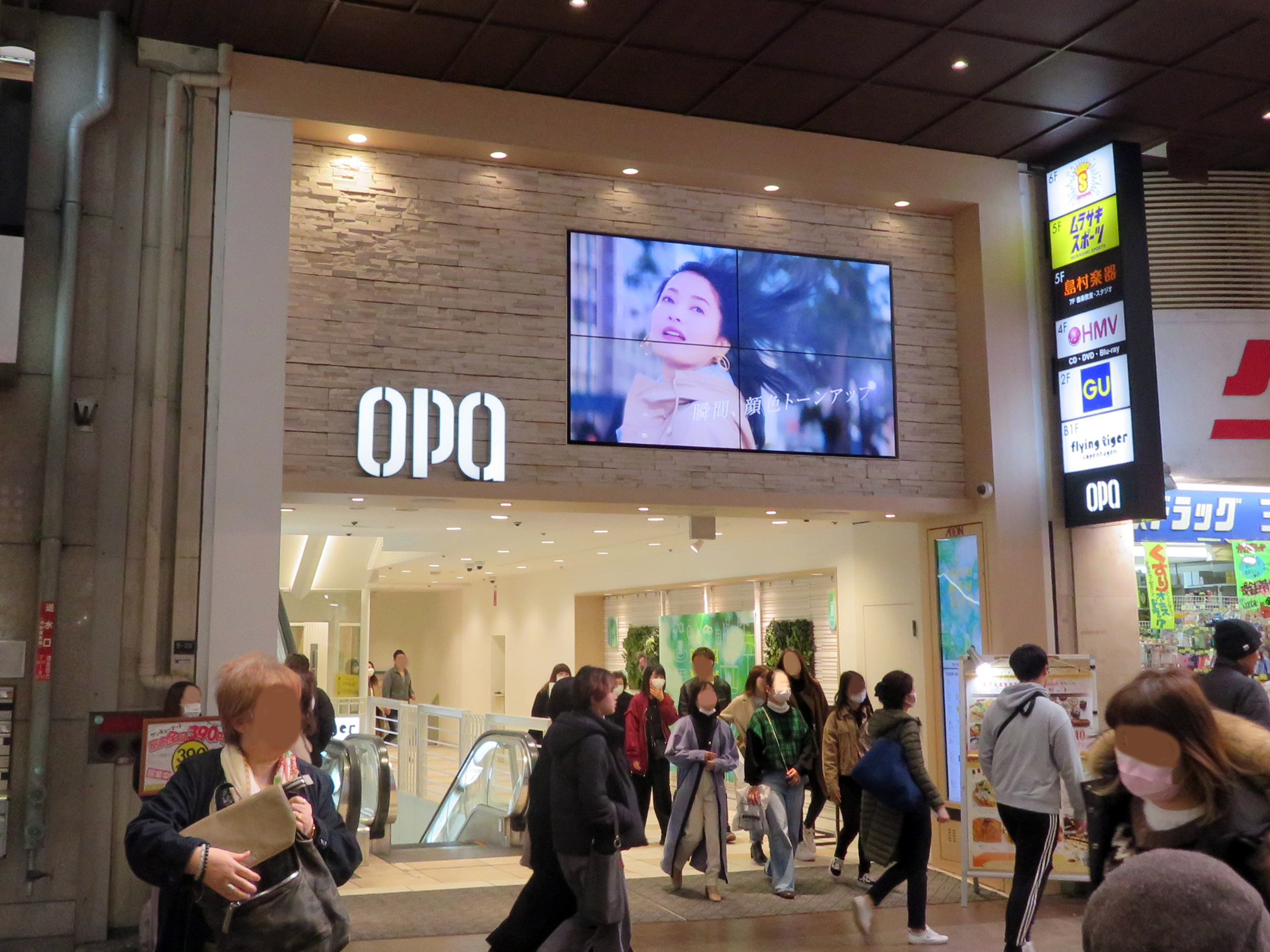
三宮オーパ(2代目)
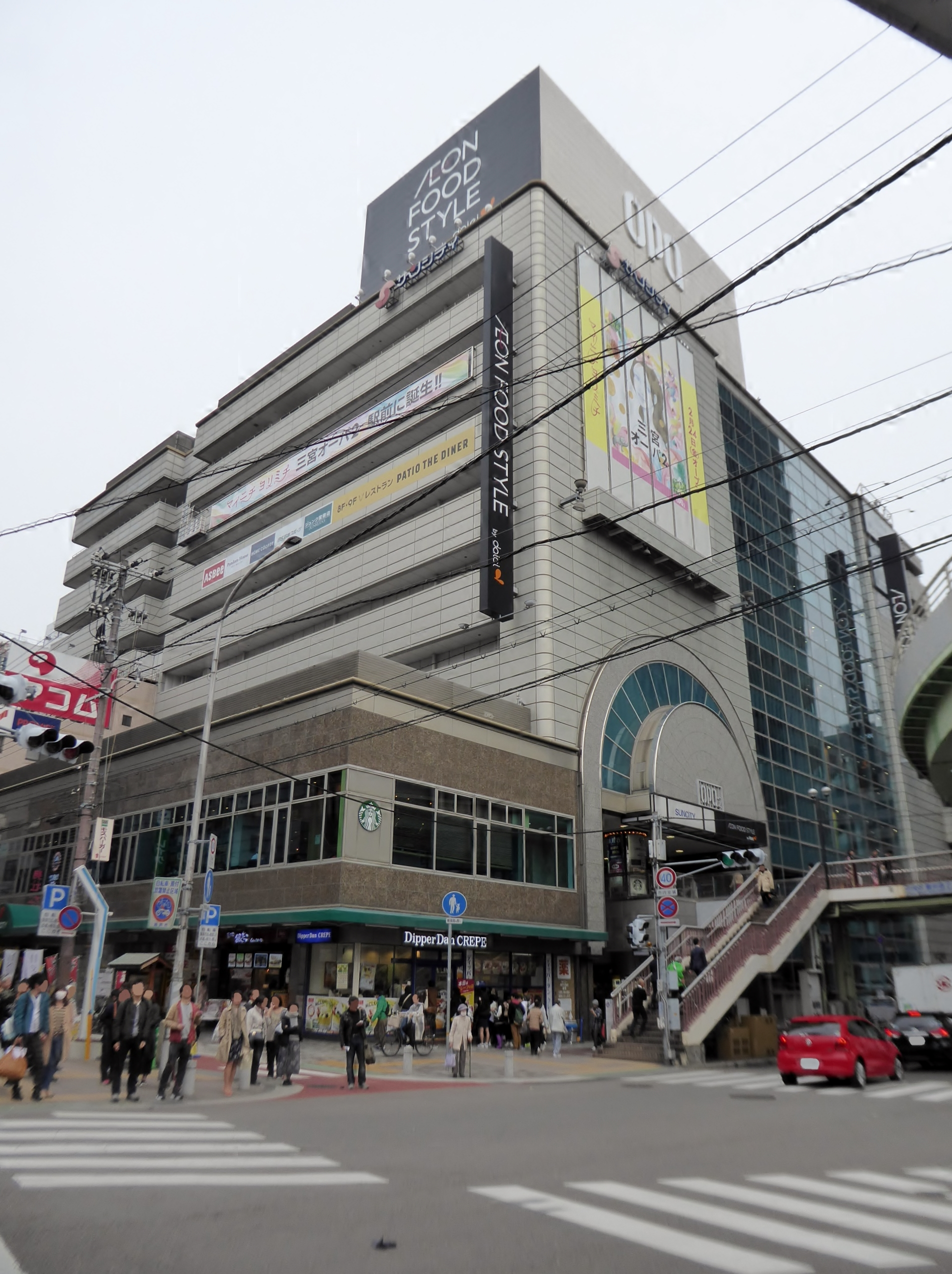
三宮オーパ2
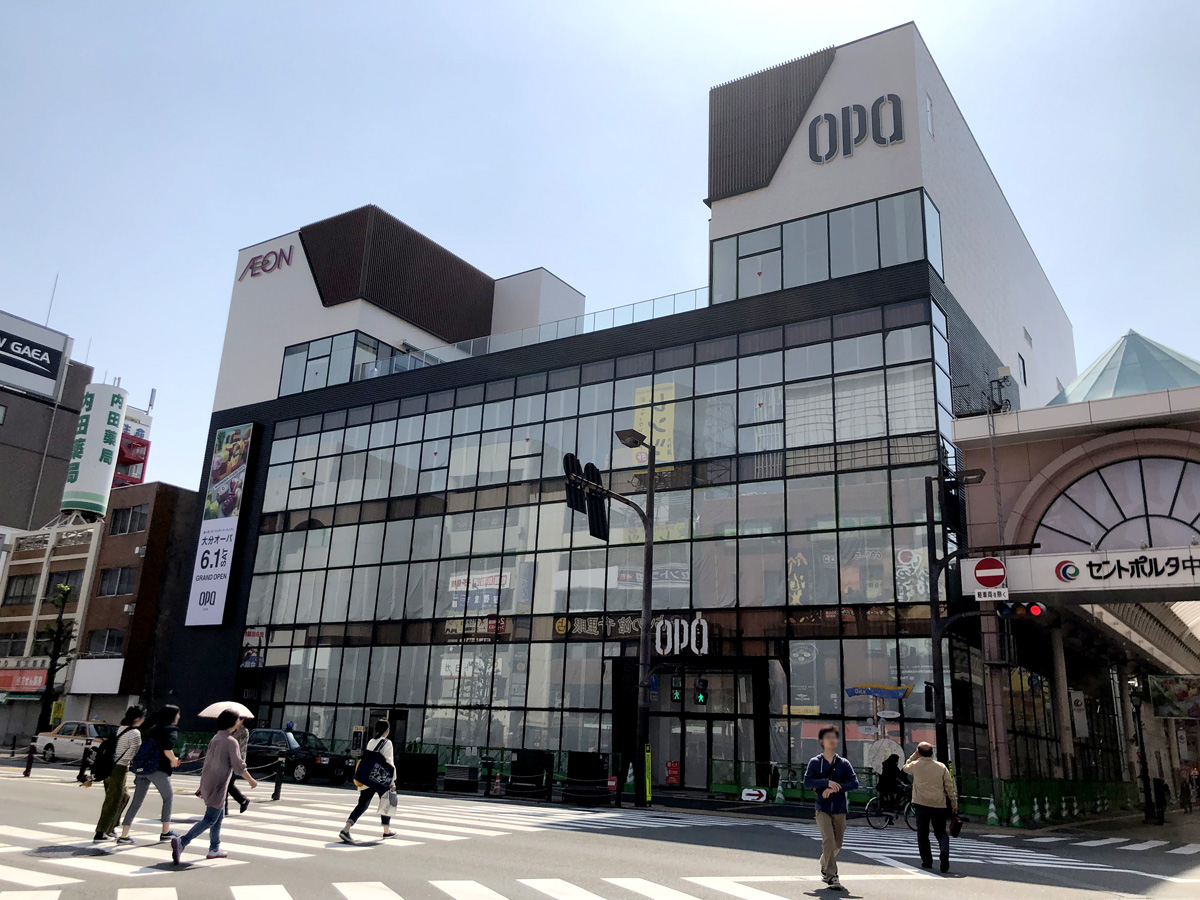
大分オーパ
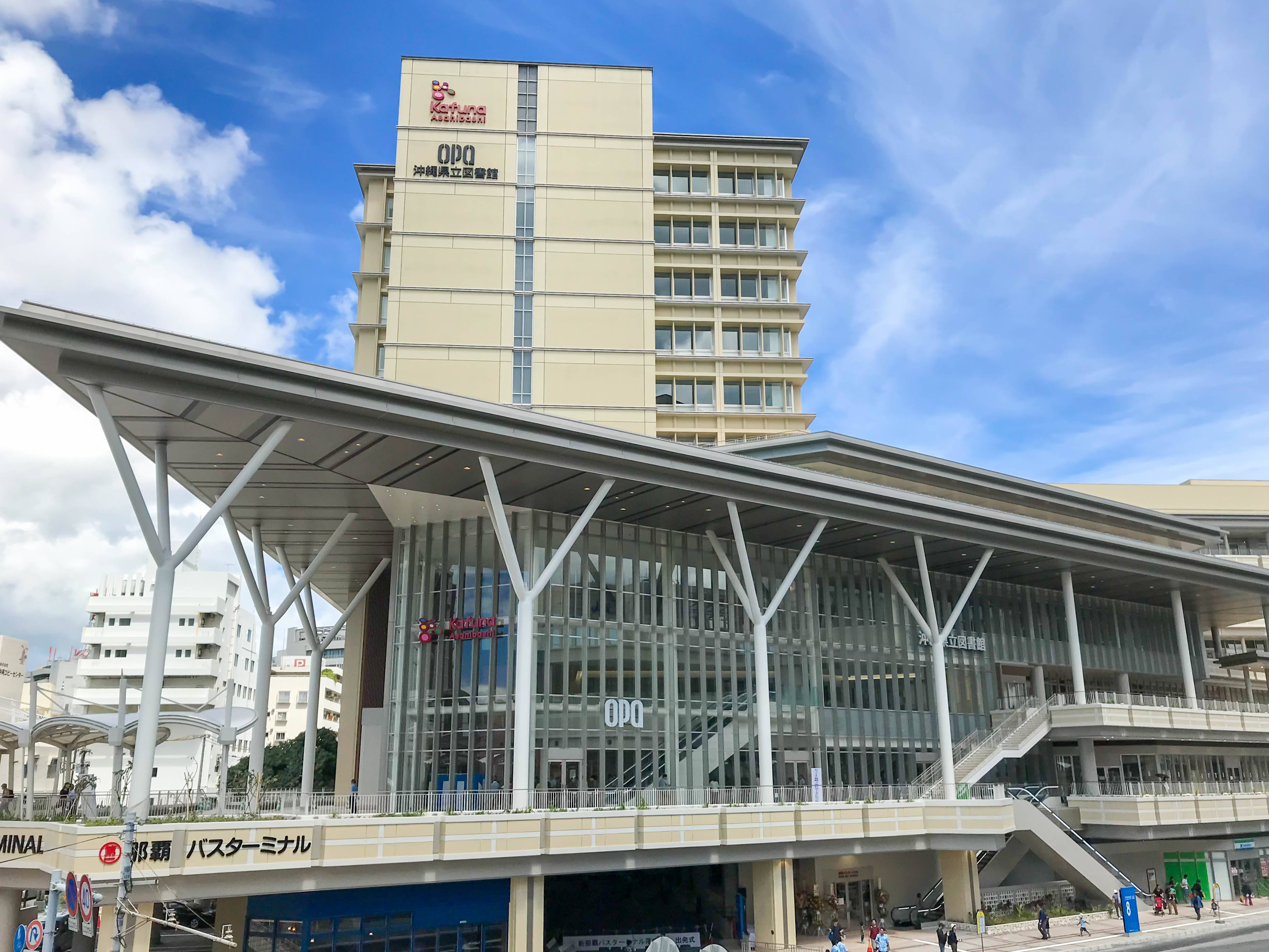
那覇オーパ（2代目）

### VIVRE
- 横浜ビブレ（神奈川県横浜市西区）★
- 明石ビブレ（兵庫県明石市）

### FORUS
- 金沢フォーラス（石川県金沢市）★
  - FORUSとして営業中の唯一の店舗
- 仙台フォーラス（宮城県仙台市）★
  - 2024年3月1日から休業中

### ロードサイド型店舗
- 諏訪ステーションパーク（長野県諏訪市）
- 向日市ステーションパーク（京都府向日市）
- 西川口フェスト（埼玉県川口市）

### かつて存在した店舗

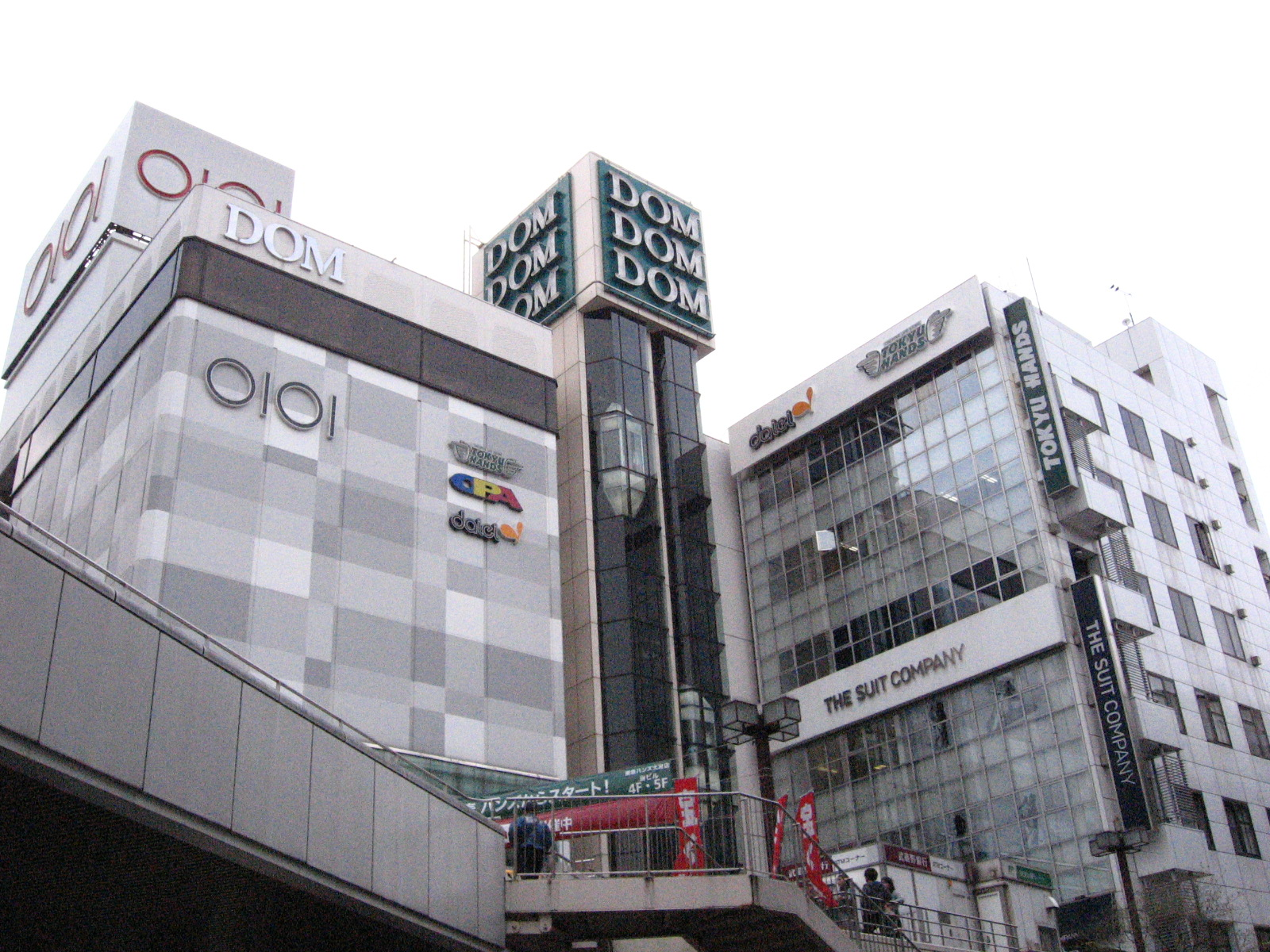
大宮オーパ
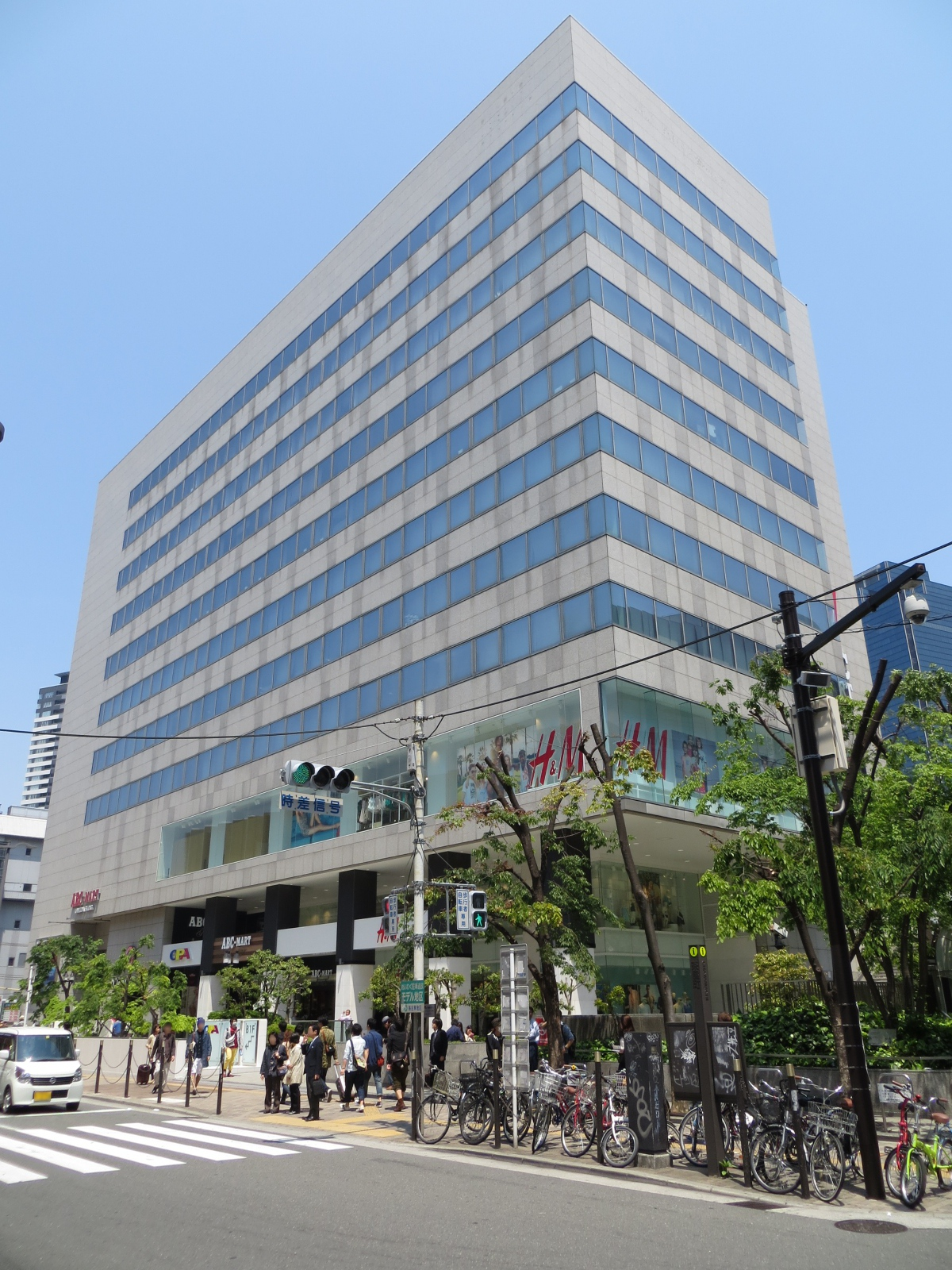
梅田オーパ
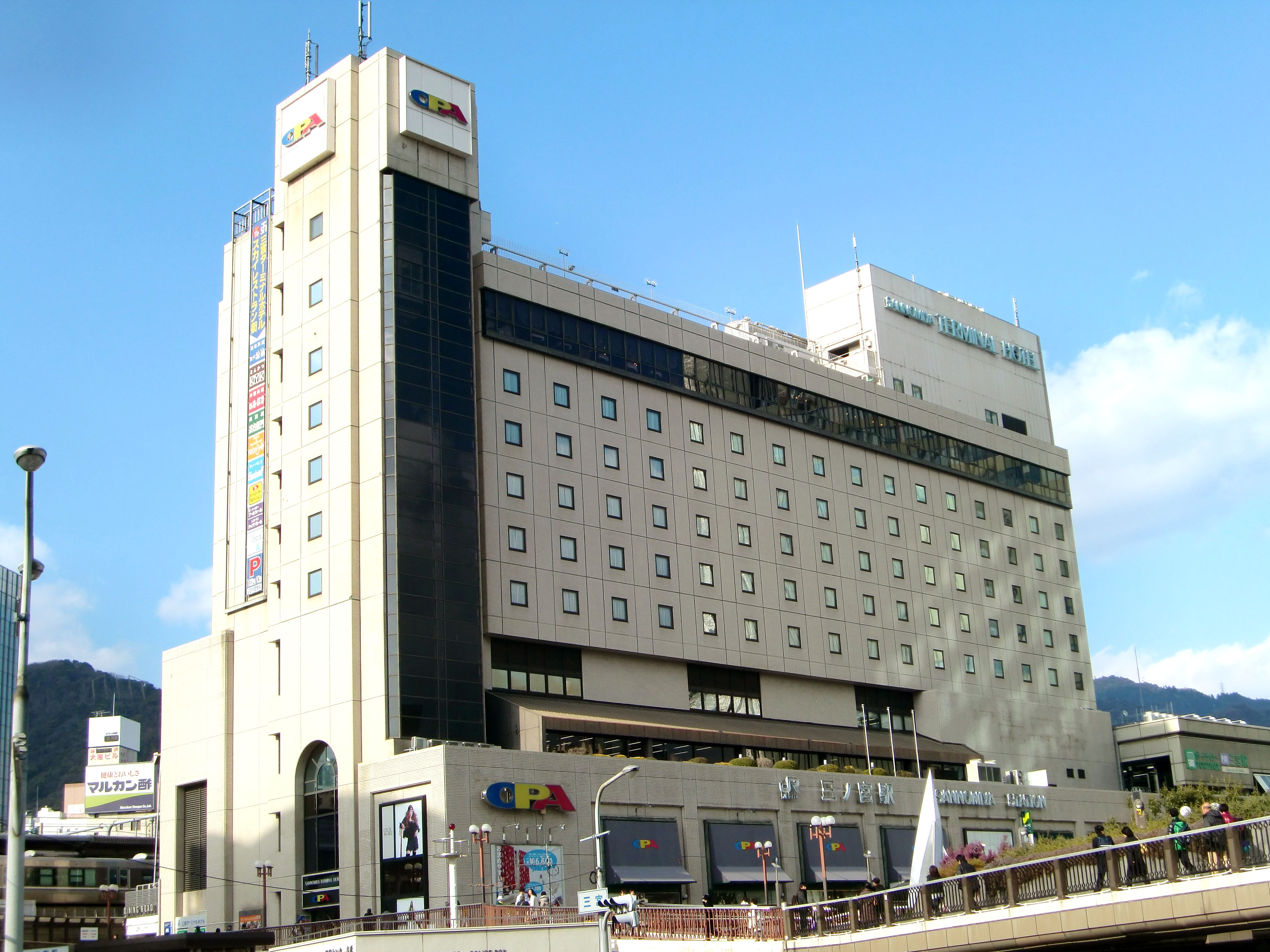
三宮オーパ（初代）
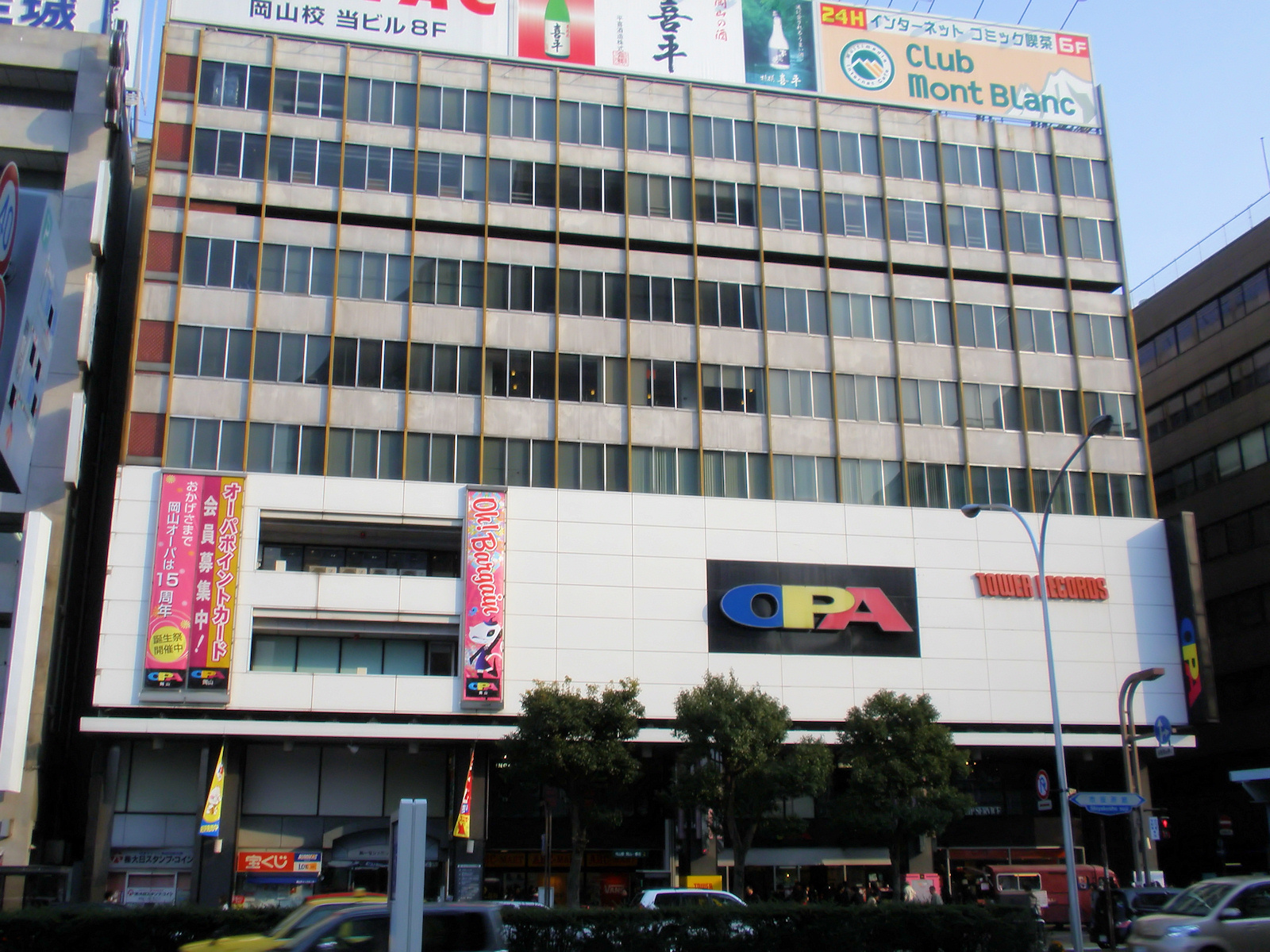
岡山オーパ
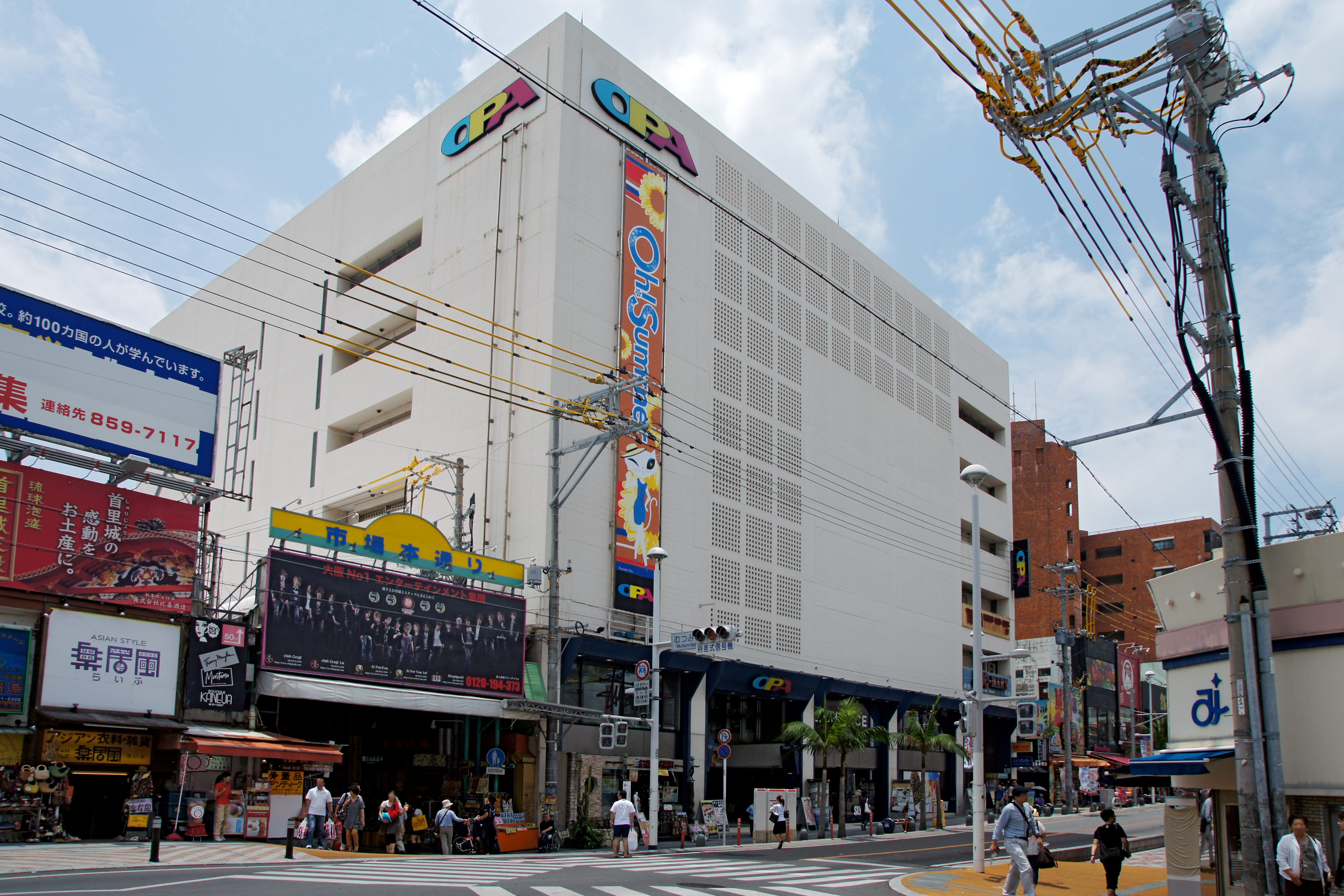
那覇オーパ（初代）

本節ではかつて存在したオーパの店舗を述べる。かつて存在したビブレやフォーラスの店舗はビブレ#過去に存在した店舗、フォーラス#閉店した店舗をそれぞれ参照。
（初代）三宮オーパ（兵庫県神戸市中央区）
1981年3月6日にプランタン日本1号店となる「プランタン三宮」として開業、1990年4月に「プランタン神戸パート2」（現在のダイエー神戸三宮店）が開業するのに伴い「プランタン神戸パート1」に改称、その後「プランタン神戸ヤング館」を経て、1995年10月よりOPAへと業態転換した。
入居している三宮ターミナルビル自体が耐震性能不足による建て替えのために2018年3月末で閉鎖されるのに合わせ、2018年2月28日に閉店。建て替えの新ビルには入居せず、三宮オーパに出店していたテナントの一部は三宮ビブレへ2018年4月27日に移転され、ビブレの中にオーパが入る特殊業態となったが、2019年8月23日に全館を三宮オーパに改称する形で統合され、2代目店舗となった。
なお、かつてのプランタン神戸（パート2→本館）であるダイエー神戸三宮店内には2017年2月26日に「三宮オーパ2」が開業している。
シーホークオーパ（福岡県福岡市中央区）
かつてホークスタウンの核テナントとしてシーホーク（現ヒルトン福岡シーホーク）内4階部分に出店していた。運営がJALホテルズに変更した際に店舗名をシーホークアベニューに変更。
高松オーパ（香川県高松市・常磐町商店街）
2004年に閉店。
1997年に当時のダイエー高松店を業態変更（同年に屋島店（2005年11月閉鎖）が開業したため）したもので、他のオーパと異なりダイエー本社の経営であった。2001年9月にOPAの名を保ったままビルオーナーの常磐興業に営業譲渡され、2004年6月に完全閉鎖された。2009年1月26日の高松市中心市街地活性化協議会において、常磐興業などから建物を解体撤去の上、店舗・ホテルとマンションが複合した14階建ての再開発ビルを建設する計画が発表されたが、実現には至らず、結局跡地は、2012年5月 - 2013年8月の高松いろは市場を経て、2017年7月よりビアホールが営業している。
地上5階地下1階建てだったが、エレベーターが地下には通じていない・ダイエー時代には5階の売場にエレベーターで行けないなど、同じ常磐街にあったジャスコ高松店と並んで造りの評価は良くなかった。そのうえエスカレーターも上りしか設置されていなかった。
浜大津オーパ（明日都浜大津内）
2004年3月に閉店。
南越谷オーパ（埼玉県越谷市南越谷）
2010年1月31日に閉店。
新たにビルのオーナーとなった浜友観光（現・浜友A.L.）により、1F・B1Fはパチンコ店「楽園南越谷店」として、2F以上は一部テナントを引き継いで「楽園タウン越谷」（現南越谷RAKUUN）としてリニューアルオープンした。
那覇オーパ（初代）（沖縄県那覇市、営業受託店舗）
1984年9月15日、「フェスティバル」として開店。総合プロデュースは浜野商品研究所、建物の設計は安藤忠雄建築研究所。1996年5月に十字屋がサン総合開発から運営管理の業務委託を受け、テナントの大幅な入れ替えやファサードの改装を行い、同年11月16日に「那覇オーパ」としてリニューアルした。2013年7月21日に閉店。同年11月28日、跡地に「ドン・キホーテ 国際通り店」が開店した。
2018年10月13日にカフーナ旭橋内に2代目店舗が開業している。
岡山オーパ（岡山県岡山市北区）
2014年9月28日に閉店。跡地はデコホーム、ドン・キホーテ、アニメイトなどが入居する複合施設となる。
大宮オーパ（埼玉県さいたま市大宮区）
ダイエー大宮店の一部を改装し、2007年3月開店、2017年1月29日閉店。
梅田オーパ（大阪府大阪市北区）
旧「阪急百貨店イングス館（地下2階 - 地上3階、2012年11月18日に閉館・移転）」が入居していたビル（ABC-MART梅田ビル）。2020年頃にオーパのほぼ全エリアがダイソーとなった後に、オーパ公式サイトの一覧からは削除されている（オーパに入居していたテナントの一部はABC-MART梅田ビルのテナントとして継続営業している）。
- 大宮オーパ
- 梅田オーパ
- 三宮オーパ（初代）
- 岡山オーパ
- 那覇オーパ（初代）

## ポイントカード（オーパカード）
- オーパポイントカード
入会費は必要だが、年会費は不要。即日発行である。2017年8月をもって新規入会が終了された。
- オーパOMCカード
入会費は無料であるが、次年度から年会費が必要となる。ポイント還元率は高く、初年度のクレジット支払だとポイントが通常の2倍となることも、ひとつの売りである。2016年12月15日をもって新規入会の受付が終了し、さらに、セディナ（現:SMBCファイナンスサービス）とのカード発行に関する提携契約を解消したため、2018年3月31日をもってカードの利用も終了となった。利用終了に伴い、同年4月にセディナからオーパOMCカード会員に代替専用のプロパーカードとなる「セディナカードレーヴ」が送付され、一斉切替となった。「セディナカードレーヴ」ではわくわくポイントのみの付与となるものの、OMCカードやセディナカードクラシックなどとと同様、ダイエーやイオンでのわくわくポイント3倍の特典を新たに受けることが可能となる[27]。

上記のカードは共に現金払いが基本のカードであり、OPA全店共通であった。一部対象外のテナントある一方、テナントのポイントカードとオーパカードの双方にポイントを蓄積できる場合もあった。なお、2018年3月31日をもってオーパポイントサービスが全て終了となり、イオングループ内の他の店舗と同じWAON POINTへ切り替わった。
なお、キャナルシティオーパに関しては、これまで行われてきた「キャナルシティカード」へのポイント付与（キャナルシティ博多では、オーパポイントカードとは別の会員カード「キャナルシティカード」が発行されていた）を2011年3月31日で終了した。

### 過去に募集していたカード
- オーパGCカード→オーパGEカード
ダイエーグループの店舗にもかかわらず、長年OMCではなく、他社の信販カードが採用されていた。基本的には現在と特典内容が一緒、違いはカードの発行会社ぐらい。その関係からGEカードとしての特典でロードサービスなどがあった。